# Rudolfiella bicornaria
Rudolfiella bicornaria är en orkidéart som först beskrevs av Heinrich Gustav Reichenbach, och fick sitt nu gällande namn av Frederico Carlos Hoehne. Rudolfiella bicornaria ingår i släktet Rudolfiella och familjen orkidéer. Inga underarter finns listade i Catalogue of Life.